# Hervé Douxchamps
Hervé Douxchamps, né à Ghlin le 5 août 1943 et décédé à Saint-Josse-ten-Noode le 25 avril 2025, est un généalogiste et héraldiste belge ayant publié de nombreux ouvrages d'histoire familiale.

## Distinctions
- Le prix de généalogie prince Alexandre de Merode lui a été attribué pour les deux premiers volumes d'une histoire de la famille de la Kéthulle.

## Vie privée
Hervé Douxchamps épousa Josiane de Wouters d'Oplinter. Ils eurent une fille qui épousa Laurent Ponteville et quatre petits-enfants.

## Héraldique
| Armoiries de la famille Douxchamps (olim de Doulchamps) | Armoiries de la famille Douxchamps (olim de Doulchamps) |
| ------------------------------------------------------- | --- |
|                                                         | Blasonnement:tranché, d’azur à trois étoiles à six rais d’argent, posées en orle, et d’argent à trois roses de gueules, tigées et feuillées de sinople, posées en orle ; sur le tout, d’argent à la bande de gueules chargée en chef d’un croissant d’argent, posé dans le sens de la bande., |

## Publications
- Le grand livre de l'héraldique, l'histoire l'art et la science du blason, coauteur
- Rietstap et son armorial général, Bio-bibliographie, in Le Parchemin, no 276, Bruxelles, novembre-décembre 1991, p. 385 à 405.
- La famille Douxchamps. Histoire sociale et professionnelle d’une famille namuroise, Namur – Heule - Bruxelles, U. G. A. (Anciens Pays et Assemblées d’États), 1973, p. 111.
- Les quarante familles belges les plus anciennes subsistantes, Le Parchemin[4]
- Rubens et ses descendants.
- La famille Bauchau, Recueils LII & LIII de l'office généalogique et héraldique de Belgique, tomes I & II, Bruxelles, 2003, 927 pages.